# Long crépuscule
 (décembre 2013).
Si vous disposez d'ouvrages ou d'articles de référence ou si vous connaissez des sites web de qualité traitant du thème abordé ici, merci de compléter l'article en donnant les références utiles à sa vérifiabilité et en les liant à la section « Notes et références ».
Long crépuscule (titre original : Hosszú alkony) est un film hongrois réalisé par Janisch Attila (hu), sorti en 1997.
Adaptation de la nouvelle de Shirley Jackson L'Autobus, le film a comme actrice principale Mari Törőcsik.

## Synopsis
Une vieille dame, archéologue sur le chemin de retour vers sa maison vit un cauchemar qui rend difficile ce voyage. Le film, au début en couleur, va progressivement  virer au noir et blanc. Séquences rêvées ou  vécues ? Il semble difficile de savoir, en tant que spectateur, où sont la réalité et la fiction.

## Distribution
- Mari Törőcsik